# Obridjie
Obridjie ist eine Mancala-Variante der Ijaw (auch: Ijo) in Nigeria. Das Spiel wurde erstmals im Januar 1946 von K. C. Murray beobachtet, dem Sohn des englischen Spielehistorikers Harold James Ruthven Murray (1868–1955). In Deutschland wurde es 1980 in einem Spielebuch genannt, wobei es "Obridjic" geschrieben wurde (im Inhaltsverzeichnis steht es jedoch korrekt!). Diese falsche Schreibweise findet sich seitdem immer wieder.
Obridjie hat große Ähnlichkeit mit anderen nigerianischen Mancala-Varianten, darunter Whyo (Oron Clan, Ibibio), J'erin (Yoruba) und Lok (Jaba). Es ist ein einfaches Spiel, das vor allem von Frauen gespielt wird.

## Spielregeln
Das Spielbrett besteht aus zwei mal sechs Spielmulden und je einer Gewinnmulde an den beiden Brettenden. In jeder Spielmulde liegen am Anfang der Partie vier Samen. Jedem Spieler gehört eine Reihe und die Gewinnmulde zu seiner Rechten.
| Store (0) |   | 4 | 4 | 4 | 4 | 4 | 4 | Store (0) |
| Store (0) | 4 | 4 | 4 | 4 | 4 | 4 |   | Store (0) |

Startstellung
In jedem Zug nimmt ein Spieler den Inhalt einer seiner Spielmulden und verteilt ihn einzeln gegen den Uhrzeigersinn auf die folgenden Spielmulden. Fällt der letzte Samen in eine gefüllte Mulde, wird ihr Inhalt zusammen mit dem letzten Samen weiterverteilt.
Wenn während des Zugs eine Spielmulde auf genau vier Samen aufgefüllt wird, gehört ihr Inhalt, dem Spieler, auf dessen Seite sie liegt. Der Inhalt dieser Mulde wird sofort in die Gewinnmulde gelegt. Wenn aber der letzte Samen eine Mulde auf vier Samen auffüllt, gehört ihr Inhalt dem Spieler, der am Zug war, egal auf welche Seite die Mulde liegt.
Ein Zug endet, wenn der letzte Samen in eine leere Spielmulde verteilt wird, oder eine Spielmulde auf vier Samen auffüllt.
Die Partie endet, wenn ein Spieler nicht mehr ziehen kann.
Es gewinnt, wer die meisten Samen gefangen hat. Die Samen, die noch auf dem Brett liegen, werden nicht gezählt.